# Lanvellec

Lanvellec este o comună în departamentul  Côtes-d'Armor, din regiunea Bretania, aflată în nord-vestul Franței și face parte din cantonul Plestin-les-Grèves, iar din punct de vedere administrativ, din grupul de comune arondate orașului Lannion, numit din 2015, LTC - Lannion-Trégor Communauté. Localitatea este vestită prin festivalul de muzică veche Festival de Lanvellec et du Trégor, centrat pe orga sa Dallam, aflată în biserica din centrul comunei. Denumirea bretonă este Lanvaeleg.

## Toponimie
Numele localității este atestat sub denumirile Lanvoleuc în jurul anului 1330, Lanmeleuc la sfârșitul secolului al XIV-lea, Lanmellec în 1427, Lanvelec în 1516, Lanmellec în 1543, Lanvellec în 1590. Cea din urmă ar proveni din Lan-veinnec („locul umplut cu pietre”), din Lan ar Bellec („locurile, locul preotului”) sau s-ar referi la Mellec, ipoteticul însoțitor al Sfântului Efflam.

## Istoric
Parohia Lanvellec aparține episcopiei din Tréguier și a făcut parte din protopopiatul Lanmeur, aflat sub episcopia Dol. 
Biserica este închinată Sfântului Brandan, marele navigator irlandez al secolului al VI-lea. În 1353, Papa Clement al IV-lea a inclus reconstrucția bisericii, deteriorată din cauza războaielor, în lucrările sale indulgențiate. Biserica a fost astfel reconstruită din nou la sfârșitul secolului al XVI-lea și terminată în 1607. Edificiul a fost apoi reconstruit din 1858 până în 1868, după planurile sculptorului Yves Hernot. Mobilierul său neogotic este opera sculptorilor din Lille ai atelierului Le Merrer. Istoria bisericii este marcată de cea a Castelului Rosanbo, de unde provine altarul înalt din secolul al XVII-lea. În jurul bisericii, în interiorul incintei parohiale, se află cimitirul și osuarul în stil gotic flamboaiant (flamboyant), datând de la sfârșitul secolului al XV-lea. Biserica găzduiește o orgă Dallam din 1653.

## Festivalul de la Lanvellec
Născut din dorința de a valorifica orga construită de Robert Dallam, (familia engleză Dallam având renumiti constructori de orgi în secolul al XVI-lea), festivalul a fost organizat anual începând din 1986, de către asociația RIMAT (Rencontres Internationales de Musique Ancienne en Trégor) și a devenit o Mecca a muzicii vechi, preponderent barocă. Pe durata festivalului se instalează în centru și o piață medievală, motiv pentru o defilare în costume fabuloase de epocă.

## Patrimoniu
- Château de Rosanbo (sec. al xiv-lea), vizitabil din ziua de Paște până în septembrie.[8]
- Église Saint-Brandan, cu orga Robert Dallam din 1653
- Chapelles Saint-Goulven, Saint-Maudez, Saint-Loup și Saint-Connay
- Chapelle Notre-Dame-de-Pitié (Itron Varia Drue) la Saint Carré.